# Eutreta simplex
Eutreta simplex es una especie de insecto del género Eutreta de la familia Tephritidae del orden Diptera.

## Historia
Thomas la describió científicamente por primera vez en el año 1914.